# EVV Eindhoven in het seizoen 1963/64
Het seizoen 1963/1964 was het 10e jaar in het bestaan van de Eindhovense betaaldvoetbalclub Eindhoven. De club kwam uit in de Eerste divisie en eindigde daarin op de vierde plaats. Tevens deed de club mee aan het toernooi om de KNVB Beker, hierin werd in de derde ronde, na verlenging, verloren van DWS (0–1).

## Wedstrijdstatistieken

### Eerste divisie
|       | BVV   | DHC   | Enschedese Boys | Elinkwijk | Excelsior | Fortuna | RBC   | SHS   | Sittardia | Telstar | Veendam | Velox | De Volewijckers | VVV    | Willem II |
| ----- | ----- | ----- | --------------- | --------- | --------- | ------- | ----- | ----- | --------- | ------- | ------- | ----- | --------------- | ------ | --------- |
| Thuis | 2 – 1 | 5 – 4 | 2 – 0           | 4 – 3     | 4 – 0     | 1 – 0   | 1 – 1 | 2 – 4 | 0 – 2     | 1 – 1   | 2 – 1   | 5 – 0 | 1 – 3           | 10 – 1 | 3 – 0     |
| Uit   | 0 – 1 | 3 – 1 | 0 – 1           | 0 – 1     | 4 – 1     | 0 – 2   | 1 – 0 | 1 – 0 | 3 – 2     | 1 – 2   | 1 – 3   | 1 – 1 | 3 – 2           | 0 – 0  | 3 – 2     |

### KNVB Beker
| 1e ronde                                       | Eindhoven                                                                     | 3 – 0 (1 – 0)       | Zwolsche Boys      |
| 29 september 1963 Plaats: Eindhoven Aalsterweg | Thieu Soers 17' Joop Oomens 82' Thieu Houben 86'                              |                     |                    |
| 2e ronde                                       | Eindhoven                                                                     | 5 – 0 (2 – 0)       | Be Quick           |
| 17 november 1963 Plaats: Eindhoven Aalsterweg  | Hendrik Schalks 30' Nico van Diessen Joop Oomens Cor Bex 78' Thieu Houben 83' |                     |                    |
| 3e ronde                                       | Eindhoven                                                                     | 0 – 1 Na verlenging | DWS                |
| 9 februari 1964 Plaats: Eindhoven Aalsterweg   |                                                                               |                     | 94' Frans Geurtsen |

## Statistieken Eindhoven 1963/1964

### Eindstand Eindhoven in de Nederlandse Eerste divisie 1963 / 1964
| Stand | Gespeeld | Gewonnen | Gelijk | Verloren | Punten | Doelpunten voor | Doelpunten tegen |
| ----- | -------- | -------- | ------ | -------- | ------ | --------------- | ---------------- |
| 4e    | 30       | 16       | 4      | 10       | 36     | 62              | 42               |

### Topscorers
| #      | Naam             | Goal |
| ------ | ---------------- | ---- |
| 1.     | Thieu Soers      | 11   |
| 2.     | Joop Oomens      | 10   |
| 3.     | Christ van Lint  | 8    |
| 4.     | Cor Bex          | 7    |
| 4.     | Toon Verhoeven   | 7    |
| 6.     | Nico van Diessen | 5    |
| 7.     | Ad Vermeer       | 4    |
| 8.     | Evert Lafaire    | 3    |
| 9.     | Wim Brouns       | 2    |
| 9.     | Thieu Houben     | 2    |
| 11.    | Harrie Bottram   | 1    |
| 11.    | Chris Prinse     | 1    |
| 11.    | Hendrik Schalks  | 1    |
| Totaal | Totaal           | 62   |

| #      | Naam             | Goal |
| ------ | ---------------- | ---- |
| 1.     | Thieu Houben     | 2    |
| 1.     | Joop Oomens      | 2    |
| 3.     | Cor Bex          | 1    |
| 3.     | Nico van Diessen | 1    |
| 3.     | Hendrik Schalks  | 1    |
| 3.     | Thieu Soers      | 1    |
| Totaal | Totaal           | 8    |

## Voetnoten
BVV ·
DHC ·
Elinkwijk ·
Enschedese Boys ·
Eindhoven ·
Excelsior ·
Fortuna ·
RBC ·
SHS ·
Sittardia ·
Telstar ·
Veendam ·
Velox ·
De Volewijckers ·
VVV ·
Willem II